# 韦茨拉尔大教堂

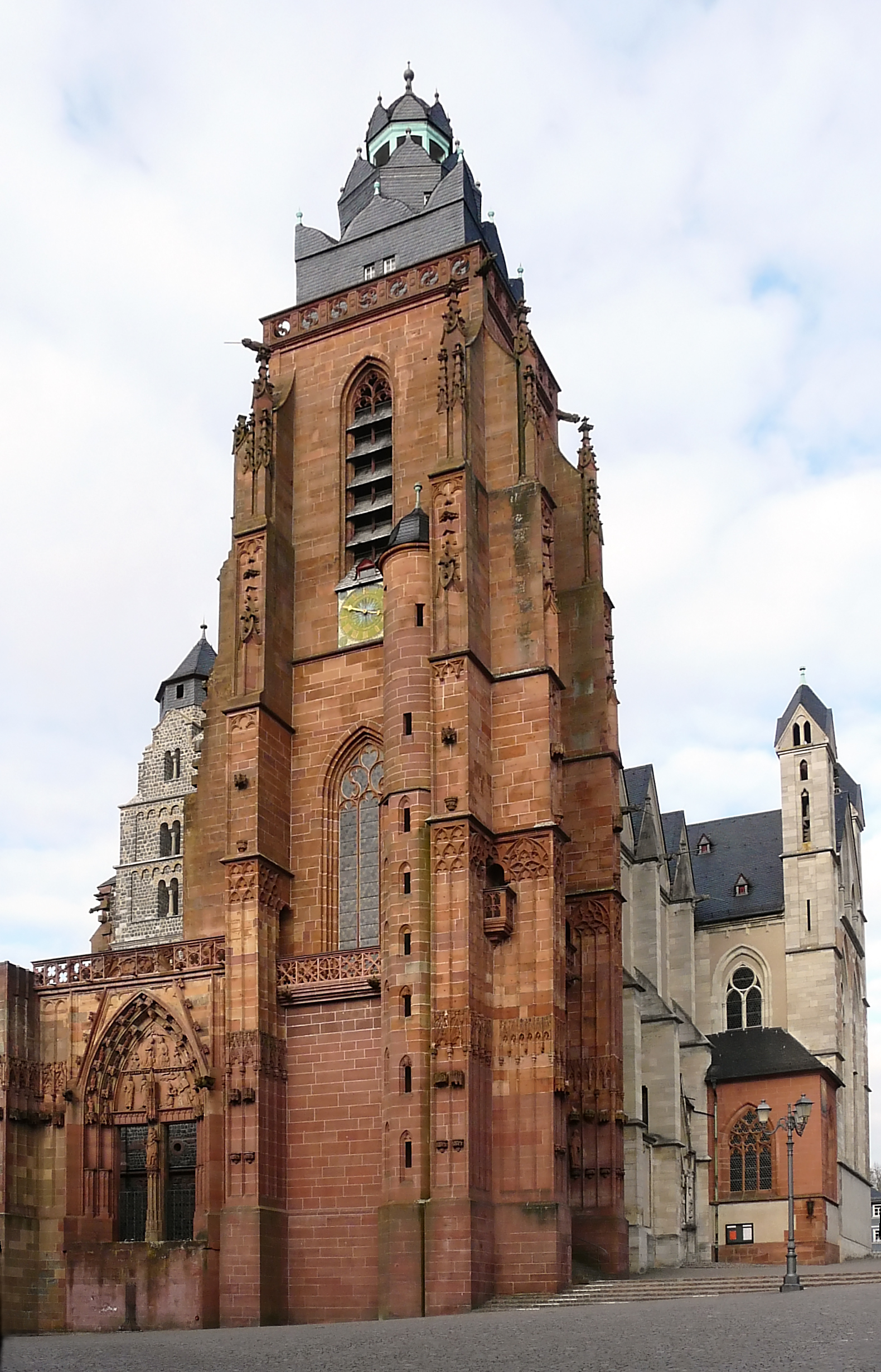
韦茨拉尔大教堂

韦茨拉尔大教堂（德語：Wetzlarer Dom）是德国黑森州韦茨拉尔的一座大型教堂，位于法兰克福以北50公里的兰河畔。工程开始于1230年，至今仍未完成，因为西立面仍然缺少北侧钟楼。由于其建设周期漫长，建筑风格结合了罗马式、哥特式和巴洛克式。
韦茨拉尔教堂自17世纪起被称为大教堂。
该堂历史可追溯到公元897年。1230年重建。二战期间曾遭空袭破坏，战后修复。
子16世纪起，该堂为罗马天主教和路德宗共用，分别属于天主教林堡教区和莱茵兰福音教会。该堂是韦茨拉尔古城的主要景点。
50°33′21″N 8°30′07″E / 50.55583°N 8.50194°E